# معركة فيستوبيرت
معركة فيستوبيرت بالإنجليزية (Battle of Festubert) (15–27 مايو 1915) واحدة من المعارك الهجومية التي خاضها الجيش البريطاني على الجبهة الغربية خلال الحرب العالمية الأولى، وجاءت مباشرة بعد معركة أوبير ريدج. شارك في المعركة لأول مرة على نطاق واسع الجيش الكندي كوحدة مستقلة ضمن قوات الحلفاء.

## الخلفية
في ربيع عام 1915، وبعد الفشل البريطاني في تحقيق اختراق حاسم في معركة أوبير ريدج، قررت القيادة البريطانية شنّ هجوم آخر على مواقع الألمان في منطقة فيستوبيرت شمال فرنسا. وكان الهدف استنزاف القوات الألمانية وإجبارها على التراجع من المواقع الدفاعية المتقدمة.

## مجريات المعركة
بدأ الهجوم في 15 مايو بقصف مدفعي عنيف بلغ عدد القذائف أكثر من 100,000 قذيفة في اليوم الأول فقط. تقدمت القوات البريطانية مدعومة بوحدات من الجيش الكندي، ونجحت في السيطرة على بعض الخنادق الأمامية الألمانية. ولكن مع مرور الأيام، واجهت القوات صعوبة شديدة بسبب الأرض الموحلة ومقاومة الألمان العنيفة.
في 20 مايو، شنت القوات الألمانية هجومًا مضادًا عنيفًا، مما أدى إلى فقدان جزء كبير مما تم كسبه. استمرت المعارك حتى 27 مايو دون أن تحقق القوات البريطانية اختراقًا استراتيجيًا كبيرًا.

## النتائج
اعتُبرت معركة فيستوبيرت أول اختبار ميداني فعلي للجيش الكندي كمكوّن مستقل. وقد اكتسبت القوات الكندية سمعة قوية بفضل ثباتها وتماسكها تحت النيران الكثيفة، رغم فشل العملية في تحقيق الأهداف الكبرى.

## الإرث
على الرغم من أن المعركة لم تحقق نصرًا حاسمًا، إلا أنها ساهمت في تحسين التكتيكات البريطانية في القتال الخندقي، وأثبتت كفاءة الجنود الكنديين في الميدان. تُعد المعركة محطة مهمة في تطور الهوية العسكرية الكندية خلال الحرب.